# Мирон, Дмитрий (ОУН)
Дмитрий Мирон (псевдонимы: «Максим Орлик», «Брюс», «Поп», «Роберт», «Андрей», «Свенцицкий») (* 5 ноября 1911, с. Рай) — 25 июля 1942, Киев) — идеолог и деятель ОУН (фракция Степана Бандеры).

## Биография
Родился в селе Рай Бережанского уезда (ныне Тернопольская область) в семье батрака. Детство было тяжёлым. Когда ему было всего 5 лет, у него умерла мать, осиротив пятерых детей. Заботу о младших детях взяла на себя старшая сестра Анна.
Среднее образование получил в Бережанской гимназии (1928) и в Академической гимназии во Львове (1930). был членом Пластового куреня № 24 им. П. Полуботка (Бережаны). Ещё во время обучения в гимназии вступил в подпольную юношескую организацию ОУН и включился в активную работу. В 1930 году — с отличием окончил гимназию и поступил на юридический факультет Львовского университета. Во время обучения в университете Дмитрий Мирон стал членом Краевого Исполнительного комитета ОУН на Западноукраинских землях, руководителем юношеской организации, редактором «Бюллетеня ОУН на Западноукраинских землях», поддерживал связь с управлением ОУН в Кракове и за рубежом.
Впервые арестован польской полицией в мае 1932 года в ходе столкновений с ней на Лычаковском кладбище во время зелёных праздников, когда полиция попыталась разогнать людей, пришедших почтить память погибших за УНР. В тюрьме пишет текст «44-х правил украинского националиста», которые наряду с «Декалогом» Степана Ленкавского и «12 признаками характера» Осипа Мащака вошли в состав «Катехизиса украинского националиста».
Во второй раз был арестован в октябре 1933 года за принадлежность к ОУН и распространение революционной литературы. Осуждён на 7 лет заключения. Наказание отбывал в тюрьмах центральной Польши, в городах Равич и Вронки. В это время много читал, готовя материалы для своего сочинения об идеологии украинского национализма. Необходимую литературу ему доставляла сестра Анна. Однако срок отбыл не полностью, поскольку на основании амнистии 1936 года срок был уменьшен на 2 года, поэтому уже в августе 1938 года выходит на волю.
С 1939 года — политическо-идеологический референт Краевого исполнительного комитета ОУН на западноукраинских землях, редактор «Бюллетеня» Крайисполкома ОУН. Провод ОУН в Западной Украине в то время возглавлял Владимир Тымчий-«Лопатинский». В августе 1939 года «Орлик» был участником Второго большого съезда ОУН в Риме. Был также одним из инициаторов, организаторов и активных участников совещаний руководящего актива ОУН 9-10 февраля 1940 в Кракове.
После раздела Польши в сентябре 1939 г. Мирон-Орлик возглавил работу по налаживанию на украинских землях, вошедших в состав Генерал-губернаторства, нелегальной сети ОУН. В это время он был членом Революционного Провода ОУН (то есть руководства фракции Степана Бандеры), краевым проводником ОУН Западных Окраин Украинских Земель, референтом по пропаганде (03.1940).
После нелегального перехода через границу на советскую территорию начал работу по возобновлению подпольных структур ОУН, которые понесли серьёзные потери в результате репрессий НКВД. В этом качестве занял должности организационного референта Краевого исполкома ОУН на Западной Украине (ЗУЗ, 04.1940) и краевого проводника ОУН на Западной Украине (04.1940-12.1940). НКВД не удалось арестовать Мирона, однако была арестована его сестра Тося, которая в июне 1941 года погибла в Тернопольской тюрьме.
В 1940 году Д. Мирон-Орлик окончил основополагающий идеологический труд «Идея и дело Украины». Труд был издан в подполье на циклостиле под псевдонимом «Максим Орлик».
В декабре 1940 года «Орлик» вновь перешёл через границу, чтобы попасть на очередной Большой съезд ОУН в Кракове (1-4.04.1941), на котором он отчитался перед руководством ОУН о положении на Украине. Вошёл в состав нового Провода ОУН (1941—1942).
С июня 1941 года находился в Вене, где занимался политическим обучением батальона «Роланд».
После провозглашения во Львове 30 июня 1941 года Акта восстановления Украинского государства, а затем ареста немцами правительства Ярослава Стецько, ОУН(б) принял решение проникнуть в местные органы власти и направил на места «походные группы ОУН». В Киев фракция «революционной ОУН» направила Особую группу (около 30 человек), во главе которой стояли Ярослав Старух, Дмитрий Мирон и Василий Кук, с целью созвать Народное собрание сразу же после вступления в Киев немецких войск и повторно провозгласить возобновление Украинского государства со столицей в Киеве.
Именно с пребыванием в столице Украины связан самый противоречивый эпизод в биографии Дмитрия Мирона. Дело в том, что знаменитый «наказ № 5» (Всем "жидам" города Киева) во время бойни в Бабьем Яру был подписан неким комендантом киевской вспомогательной полиции Андреем Орликом. Но был ли это Мирон, сказать трудно. Дело в том, что людей с псевдонимом Орлик было несколько, и вопрос о том, кто же именно причастен к массовым убийствам в Бабьем Яру, в свое время вызывал серьезные дискуссии.

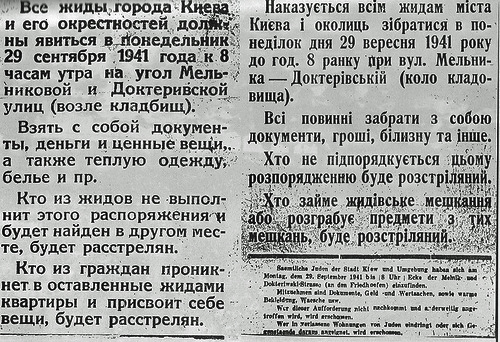
Приказ №5

По версии украинского историка Виталия Нахмановича, комендантом киевской полиции был некий Анатолий Конкель, действовавший под псевдонимом Андрей Орлик, а вообще в Киеве было сразу два Орлика — комендант полиции и офицер для поручений. И ни один из них не является Дмитрием Мироном. Известная и дальнейшая судьба Анатолия Конкеля. В конце войны под именем Анатолий Орлик он служил в дивизии СС «Галичина» в звании сотника, попал в плен к Западным Союзникам и находился в лагере в Римини (Италия). Противником этой версии был российский историк Александр Дюков, считавший, что Орликом вероятнее всего был Дмитрий Мирон. В качестве аргументов он ссылался на то, что одним из псевдонимов Мирона помимо Орлика было и имя Андрей. Ситуацию окончательно запутывает тот факт, что, согласно архивным данным МГБ СССР, Анатолий Конкель-Орлик, якобы вообще был капитаном РОА. Оба «Орлика» погибли в один день и в одном месте, что предполагает идентичность персоналий.
Согласно официальной версии украинских историков, Мирон в момент начала бойни в Бабьем Яре вообще до Киева не добрался. Походная группа добралась до города Василькова под Киевом. Однако немцы 31 августа арестовали часть её членов, в том числе и Дмитрия Мирона. Арестованных отправили во Львов через Белую Церковь, Житомир и Луцк. В Луцке Дмитрий Мирон, Василий Кук и Тарас Онышкевич освободились из тюрьмы (по утверждению источников ОУН, «бежали») и через Волынь добрались до Львова. После сентябрьских арестов, проведенных гестапо на Украине и в Германии, «революционная» фракция ОУН постепенно переходит в подполье. В сентябре 1941 г. Дмитро Мирон принял активное участие во 2-й Конференции Провода ОУН, на которой был разработан детальный план подпольной деятельности. В постановлениях Конференции отмечалась необходимость расширения деятельности ОУН на все земли, где присутствовали этнические украинцы, включая Кубань. По окончании совещаний Дмитрий Мирон только тогда убыл в Киев. 
Дмитрий Мирон арестован гестапо в Киеве. Убит при попытке бегства из тюрьмы 25 июля 1942 года на углу Фундуклеевской и Театральной улиц (ныне — Богдана Хмельницкого и Лысенко соответственно).

В ноябре 1942 года двое военнослужащих 201-шуцманшафт-батальона — командир роты Василий Сидор и командир взвода Юлиан Ковальский, взяв краткосрочные отпуска, приедут в Киев, где в качестве мести выследят и застрелят на улицах города причастных к убийству Мирона—"Орлика" двух агентов гитлеровской СД. Данный инцидент нашёл отображение в немецком документе:

В начале ноября в Киеве были застрелены соискатель СС и сотрудник украинской вспомогательной полиции, оба служащие управления Полиции безопасности и СД города Киева. Убийство совершили два человека в униформе немецкой жандармерии. Без сомнения, речь идет о членах бандеровской группы, которые действовали по приказу своего руководителя М о г и л л ы. Оба убитых в течение нескольких недель успешно работали по раскрытию нелегальной группы Бандеры и напали на след М о г и л л ы. Количество арестованных в Киеве бандеровцев к настоящему моменту выросло до 29 человек.

## Посмертная память
- Памятник Дмитрию Мирону в его родном селе Рай.
- Мемориальная доска на месте его гибели в Киеве.
- Решением сессии Бережанского городского совета № 76 от 31.07.1998 года Дмитрию Мирону-Орлику присвоено звание «Почётный гражданин города Бережаны».